# Anacampserotaceae
Die Anacampserotaceae sind eine 2010 beschriebene Familie aus der Ordnung der Nelkenartigen. Sie enthält etwa 40 sukkulente Arten in drei Gattungen und ist in Afrika, Australien und Amerika beheimatet. Sie ist eng verwandt mit den Kakteengewächsen.

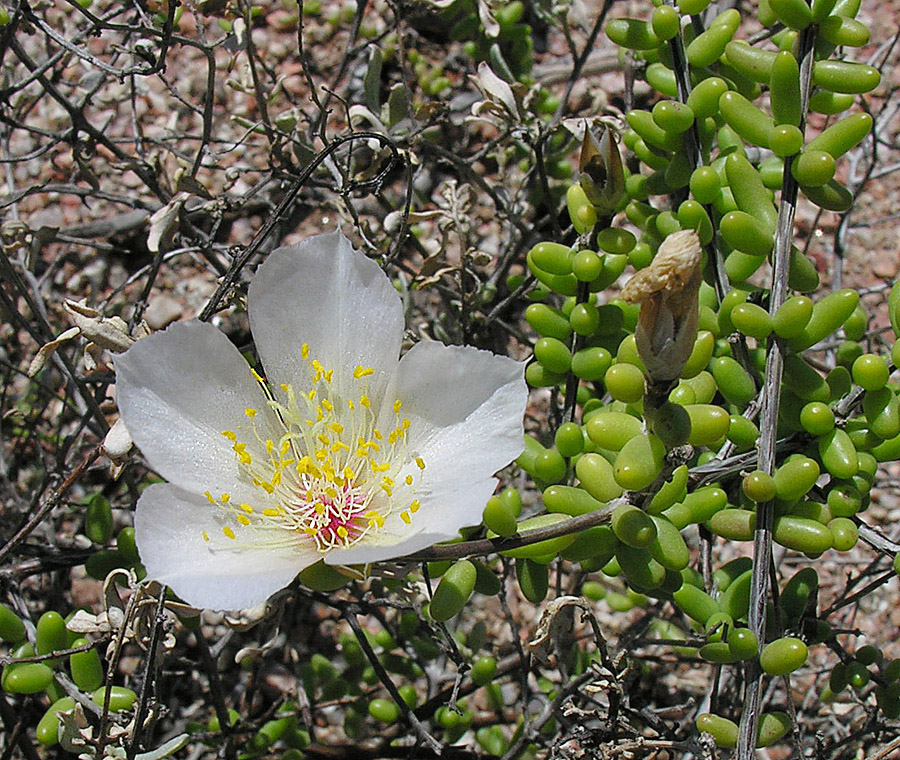
Grahamia bracteata

## Beschreibung
Die Arten der Familie sind kleinere Sträucher oder ausdauernde krautige Pflanzen mit dicken Stämmen, die bis auf Grahamia schleimhaltig sind. Gelegentlich ist der Stängel am Ansatz oder die Wurzeln zu Knollen verdickt. Die spiralig angeordneten, sukkulenten Blätter sind zylindrisch bis rund, selten abgeflacht, achselbürtig finden sich Haare, Borsten oder häutige Schuppenblättchen.
Der seitliche oder endständige Blütenstand ist eine wenigblütige Thyrse, gelegentlich mit gestauchten Internodien, gelegentlich mit Schraubel. Die meist attraktiven, kleinen bis mittelgroßen Blüten sind zwittrig. Die zwei kelchblattartigen Blätter sind fleischig, dauerhaft und zur Fruchtzeit vertrocknend, es sind je fünf kronblattartige Blätter vorhanden. Es gibt 5 bis 25 Staubfäden, der aus drei verwachsenen Karpellen bestehende Fruchtknoten ist oberständig. Aus der Blütenhülle bildet sich eine Haube, bei Grahamia und Talinopsis sind die Staubfäden dauerhaft, bei Anacampseros-Arten fallen sie als Einheit ab.
Die Früchte sind Kapseln, deren Exokarp hinfällig ist und sich – außer bei Grahamia – vom Endokarp trennt. Die Klappen des Endokarp bilden einen kleinen Korb. Die üblicherweise leicht eckigen, großen Samen sind blassgefärbt bis weiß. Die Außenhaut ist zweischichtig, die äußere Schicht von der inneren fast vollständig abgelöst. Strophiola oder Elaiosomen fehlen.

## Verbreitung
Die Familie ist weitverbreitet, ihre Verbreitung reicht von Süd- bzw. Ostafrika über Australien (Anacampseros) bis hin nach Amerika (Grahamia und Talinopsis in Argentinien, Bolivien, Mexiko und den Vereinigten Staaten).

## Systematik

### Äußere Systematik
Die Familie wurde 2010 von Urs Eggli und Reto Nyffeler anhand molekulargenetischer wie auch morphologischer Merkmale erstbeschrieben, die Typusgattung ist Anacampseros. Als ihr Schwestertaxon gelten die Kakteengewächse (Cactaceae):
|  | Talinopsis                                                |
|  |                                                           |
|  | \| \| Grahamia \| \| \| \| \| \| Anacampseros \| \| \| \| |
|  |                                                           |
|  | Grahamia                                                  |
|  |                                                           |
|  | Anacampseros                                              |
|  |                                                           |

|  | Grahamia     |
|  |              |
|  | Anacampseros |
|  |              |

|  | Talinopsis                                                |
|  |                                                           |
|  | \| \| Grahamia \| \| \| \| \| \| Anacampseros \| \| \| \| |
|  |                                                           |
|  | Grahamia                                                  |
|  |                                                           |
|  | Anacampseros                                              |
|  |                                                           |

|  | Grahamia     |
|  |              |
|  | Anacampseros |
|  |              |

|  | Talinopsis                                                |
|  |                                                           |
|  | \| \| Grahamia \| \| \| \| \| \| Anacampseros \| \| \| \| |
|  |                                                           |
|  | Grahamia                                                  |
|  |                                                           |
|  | Anacampseros                                              |
|  |                                                           |

|  | Grahamia     |
|  |              |
|  | Anacampseros |
|  |              |

|  | Talinopsis                                                |
|  |                                                           |
|  | \| \| Grahamia \| \| \| \| \| \| Anacampseros \| \| \| \| |
|  |                                                           |
|  | Grahamia                                                  |
|  |                                                           |
|  | Anacampseros                                              |
|  |                                                           |

|  | Grahamia     |
|  |              |
|  | Anacampseros |
|  |              |

|  | Talinopsis                                                |
|  |                                                           |
|  | \| \| Grahamia \| \| \| \| \| \| Anacampseros \| \| \| \| |
|  |                                                           |
|  | Grahamia                                                  |
|  |                                                           |
|  | Anacampseros                                              |
|  |                                                           |

|  | Grahamia     |
|  |              |
|  | Anacampseros |
|  |              |

|  | Talinopsis                                                |
|  |                                                           |
|  | \| \| Grahamia \| \| \| \| \| \| Anacampseros \| \| \| \| |
|  |                                                           |
|  | Grahamia                                                  |
|  |                                                           |
|  | Anacampseros                                              |
|  |                                                           |

|  | Grahamia     |
|  |              |
|  | Anacampseros |
|  |              |

|  | Talinopsis                                                |
|  |                                                           |
|  | \| \| Grahamia \| \| \| \| \| \| Anacampseros \| \| \| \| |
|  |                                                           |
|  | Grahamia                                                  |
|  |                                                           |
|  | Anacampseros                                              |
|  |                                                           |

|  | Grahamia     |
|  |              |
|  | Anacampseros |
|  |              |

|  | Talinopsis                                                |
|  |                                                           |
|  | \| \| Grahamia \| \| \| \| \| \| Anacampseros \| \| \| \| |
|  |                                                           |
|  | Grahamia                                                  |
|  |                                                           |
|  | Anacampseros                                              |
|  |                                                           |

|  | Grahamia     |
|  |              |
|  | Anacampseros |
|  |              |

Ihr Umfang entspricht der ehemaligen Tribus Anacampseroteae Nyananyo ex G.D.Rowley in der Familie Portulacaceae s. l.

### Innere Systematik
Die Familie umfasst knapp 40 Arten in drei Gattungen, von denen zwei monotypisch sind. Die Gattungen sind:
- Anacampseros L.
- Grahamia Gill. ex Hook. (monotypisch)
- Talinopsis A.Gray (monotypisch)

## Nachweise
1. 1 2 3 4 5 6  Reto Nyffeler, Urs Eggli: Disintegrating Portulacaceae: A new familial classification of the suborder Portulacineae (Caryophyllales) based on molecular and morphological data. In: Taxon. Band 59, Nummer 1, 2010, S. 227–240.
2. ↑  Reto Nyffeler: The closest relatives of cacti: insights from phylogenetic analyses of chloroplast and mitochondrial sequences with special emphasis on relationships in the tribe Anacampseroteae, In: American Journal of Botany. Band 94, Nummer 1, 2007, S. 89–101, DOI:10.3732/ajb.94.1.89.